# Organização da Mulher Angolana
A Organização da Mulher Angolana (OMA) é uma organização política voltada para inclusão das mulheres na política em Angola. É também a ala feminina do Movimento Popular de Libertação de Angola (MPLA). É uma das maiores e mais bem estruturadas organizações do tipo em toda África.
A Organização das Nações Unidas para Alimentação e Agricultura (FAO) reconhece que a OMA "oferece oportunidades para as mulheres angolanas realizarem seus projetos e desempenharem um papel importante, não só como mães, mas também protagonistas no progresso da sociedade". Ainda segundo a FAO, "a organização é ativa nas campanhas contra a violência contra as mulheres, e em todas as atividades relativas à consciencialização da população e aos serviços rurais vis-à-vis os direitos das mulheres".

## História
A estrutura-base da Organização da Mulher Angolana inicia-se, em 1961, como uma associação feminina de cerca de 20 mulheres bessanganas vítimas dos ataques ao norte de Angola em 1961, promovidos pela União das Populações de Angola (UPA), e da repressão portuguesa. Seu propósito inicial era realizar, em Quinxassa, uma cerimônia em memória dos guerrilheiros mortos nos ataques a Luanda em fevereiro de 1961. O grupo inicial era liderado por Terezinha de Jesus, Maria Luís Lourenço "Mãezinha" e Guilhermina Assis.
A Organização da Mulher Angolana foi formalmente estabelecida com estatutos em 2 de março de 1962, definindo como intuitos iniciais angariar apoio, treinar quadros e organizar a luta de maneira capilar dentro das estruturas do MPLA. Sua organização e elaboração de estatutos foi levada à frente por Deolinda Rodrigues, Irene Cohen, Maria Mambo Café, Engrácia dos Santos, Teresa Afonso e Lucrécia Paim.
Suas membras contribuíam para a produção de alimentos para o Exército Popular de Libertação de Angola (EPLA), organizavam campanhas de alfabetização e de cuidados básicos de saúde e transportavam armamentos e alimentos a grandes distâncias. A OMA chegou a tal ponto que organizou o Esquadrão Cami de luta armada direta na Guerra de Independência de Angola.
Inicialmente sua liderança era diluída e não havia uma coordenação centralizada, mas diversas coordenações regionalizadas sob supervisão de Deolinda Rodrigues. Porém, ainda em 1962, o Comité Director do MPLA atribui a Mariana Anapaz "Manana" a presidência da organização entre 1962 e 1964. Mariana Manana havia sido uma das organizadoras dos ataques à Luanda em fevereiro de 1961 e figura simbólica de uma mulher guerrilheira. No período da Guerra de Independência ainda lideraram a OMA as figuras de Catarina Garcia Bernardes "Zinha" de Jesus, entre 1964 e 1965, Lucília Evelize do Sacramento "Zizi" Neto, entre 1965 e 1966, e Maria Martins Carlos, como Coordenadora Nacional, entre 1969 e 1972. Porém, em 1972 Inga Van-Dúnem foi indicada para reorganizar a OMA no bojo da tripla cisão do MPLA. Assumiu, em seguida, já com a função de Coordenadora Nacional Ruth Neto (irmã do ex-presidente angolano Agostinho Neto), ficando nesta composição entre 1972 e 1974. Entre 1974 e 1977 fica como Coordenadora Nacional Inga Van-Dúnem, entre 1977 e 1978 Maria Martins Carlos, e entre 1978 e 1983 novamente Ruth Neto.
Uma vez que Angola se tornou oficialmente independente de Portugal em 1975, após a Guerra da Independência de Angola, a OMA proporcionou a melhor oportunidade para o ativismo feminino no governo local. Em 1985, o número de membras chegou a 1,8 milhão, mas em 1987 o número caiu para menos de 1,3 milhão. A violência rural e a desestabilização regional causada pela Guerra Civil Angolana desanimaram muitas das membras das zonas rurais. No entanto, foi também durante a década de 1980 que Angola passou pelas primeiras leis antidiscriminação e estabeleceram leis estritas de alfabetização para apoiar mulheres sem instrução.
Em 1983 Ruth Neto, já Coordenadora Nacional desde 1978, foi eleita Secretária-Geral da OMA e chefe de seu Comitê Nacional de cinquenta e três membros. Foi reeleita em 2 de março de 1988 e depois em 1993. Em 1999, Inga Van-Dúnem foi eleita Secretária-Geral da OMA em substituição a Ruth Neto, sendo reeleita em 2005, 2011 e 2016. Em 2021 Joana Domingos dos Santos Filipe Tomás Martins substituiu Inga Van-Dúnem como Secretária-Geral da OMA, que ocupava o cargo há mais de 20 anos.